# Pallacanestro Olimpia Milano 1956-1957
Questa voce raccoglie le informazioni riguardanti la Pallacanestro Olimpia Milano, sponsorizzata Simmenthal, nelle competizioni ufficiali della stagione 1956-1957.

## Verdetti stagionali
- Elette FIP 1956-1957: 1ª classificata su 12 squadre  Campione d'Italia (10º titolo)

## Area tecnica
- Allenatore:  Cesare Rubini

## Roster
- Gianfranco Pieri
- Sandro Riminucci
- Sandro Gamba
- Enrico Pagani[1]
- Ronald Clark
- Cesare Rubini
- Romeo Romanutti
- Renato Padovan
- Cesare Volpato
- Galletti
- Zappelli